# قدرت یهودی
اُتسما یِهودیت (عبری: עוצמה יהודית، lit. , قدرت یهودی) حزب راست تند اسراییلی است که کاهانیست و ضد عرب خوانده شده‌است.
بسیاری این حزب را جانشین ایدیولوژیک حزب منحله کاچ دانسته‌اند.